# M.E.G
Major Exploration Group (M.E.G), thường được gọi tắt là M.E.G, là một tổ chức hư cấu trong vũ trụ Backrooms. Đây là một trong những nhóm lớn và có tổ chức nhất trong Backrooms, với mục tiêu chính là nghiên cứu các tầng, thu thập thông tin và hỗ trợ những "wanderers" (người lang thang) sống sót.

## Tổng quan
M.E.G được mô tả như một nhóm bán-quân sự, hoạt động khắp nhiều tầng của Backrooms. Họ giữ vai trò như một lực lượng trật tự, vừa bảo vệ, vừa cung cấp thông tin cho cộng đồng người lạc.

## Hoạt động
- Ghi chép và phân loại các tầng.
- Lưu trữ thông tin về các thực thể thù địch.
- Giúp người lạc tìm nơi trú ẩn an toàn.
- Thiết lập các tiền đồn ở nhiều vị trí chiến lược.

## Cấu trúc
M.E.G thường được chia thành nhiều đội nhỏ, mỗi đội có nhiệm vụ riêng:
- Đội thám hiểm – ghi chép và khảo sát các khu vực chưa ai khám phá.
- Đội yểm trợ – cung cấp cứu thương và lương thực.
- Đội chiến đấu – bảo vệ căn cứ và chống lại thực thể thù địch.

## Trong văn hóa Backrooms
M.E.G xuất hiện trong nhiều creepypasta, video và trò chơi lấy cảm hứng từ Backrooms, trở thành một trong những nhóm được người hâm mộ nhắc đến nhiều nhất.

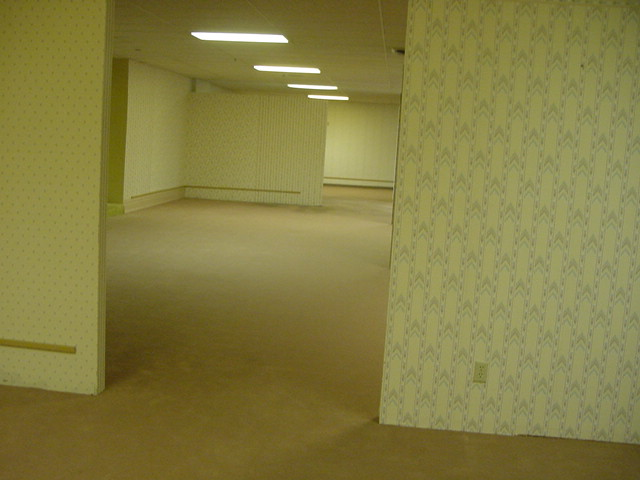
the backroom được đăng lên bởi Bill Magritz ,được phân phối theo Creative Commons Hiến tặng vào Phạm vi Công cộng Toàn thế giới CC0

|nhỏ|the backroom được đăng lên bởi Bill Magritz ,được phân phối theo Creative Commons Hiến tặng vào Phạm vi Công cộng Toàn thế giới CC0]]